# ال ریو (کالیفرنیا)
ال ریو (به انگلیسی: El Rio) یک منطقهٔ مسکونی در ایالات متحده آمریکا است که در شهرستان ونتورا، کالیفرنیا واقع شده‌است. ال ریو ۵٫۲۴۲ کیلومتر مربع مساحت و ۷٬۱۹۸ نفر جمعیت دارد و ۲۸ متر بالاتر از سطح دریا واقع شده‌است.